# Endre Ady
Endre Ady de Diósad (Érmindszent, danas Adyfalva u Rumunjskoj, 22. studenog 1877. – Budimpešta, 27. siječnja 1919.), mađarski pjesnik.

## Životopis
Potomak stare erdeljske plemićke obitelji. Pravnik, pokrajinski novinar. Buntovnički ga temperament trga iz malogradske jednoličnosti, te 1904. odlazi u Pariz, i draži tog novog života odlučuju o njegovoj sudbini, preobražavaju i izgrađuju njegov pjesnički dar. Tu nalazi nove mogućnosti pjesničkog izražaja.
Uj Versek (Nove pjesme), izašle 1905., izazivaju u mađarskoj javnosti svojim revolucionarnim duhom i radikalnim političkim shvaćanjem velike borbe. Otada je svaka njegova pjesma i svako njegovo djelo događaj. Od svih madžarskih pisaca najviše spominjan i najviše napadan. Pobijedila je ipak spoznaja njegove vrijednosti i Ady postaje najznačajnijim i najslobodnijim likom modernoga mađarskoga pjesništva. Najviše se ističu političke pjesme pune tragičnih vizija mađarskog naroda, koji pred mrakom svoje epohe srće u bunu i u njoj propada. Obarao se neobičnom snagom na Istvána Tiszu i njegovu politiku. Stalni motivi njegove lirike, čežnja, patnja i misao o smrti, refren su svega njegova pjesništva. Oni ga dovode i pred Boga, s kojim razgovara glasom starozavjetnih psalama.
U posljednjoj knjizi A halottak élén (Na čelu povorke mrtvih), 1918., otkriva divlje dubine i govori u dubokoj rezignaciji o mrtvačkom pokrovu i sjeni rata, koja pada na njegov narod. Njegov utjecaj na javnost bio je silan, a njegovi su stihovi postali jednom od osnova novoga madžarskoga shvaćanja života. Punih 12 knjiga pjesama daju mađarskom čovjeku širok i jedinstven pogled na svijet i borbu ljudske snage sa životom za nove ideale. Jezik mu zvoni duboko i osobno, riječi su mu sugestivne, a misli tako izvorne i pune žara, da mu poslije Sándora Petőfija nema premca. Ady je ne samo najkrupnija pojava mađarske književnosti 20. stoljeća, već i jedan od velikana u modernom svjetskom pjesništvu. Hrvatskoj javnosti prikazao ga je u svojoj Knjizi eseja Miroslav Krleža i preveo više njegovih pjesama.